# Дом Виноградовых
Дом Виноградовых — памятник архитектуры в историческом центре Нижнего Новгорода. Построен в 1826—1851 годах по проектам архитекторов А. Л. Леера и Н. И. Ужумедского-Грицевича в стилях русского классицизма и академической эклектики.      

## История
Каменный дом нижегородских дворян Виноградовых на Сергиевской улице напротив одноимённой церкви стоял с конца XVIII века. После разработки и одобрения нового генерального плана города 1824 года и уточнения красных линий улиц в 1826 году дом перестроили по проекту архитектора А. Л. Леера. 
Было возведено двухэтажное каменное здание на сводчатых подвалах в семь окон по парадному фасаду. Три центральных окна ризалитного выступа получили лучковый и треугольный фронтончики наличников, в которые введена мелко прорисованная орнаментальная лепнина, первый этаж покрыт рустом с выделением замковыми камнями. После перестройки дом стал оцениваться в крупную сумму в 9 тыс. рублей. 
В 1851 году штабс-капитан Геннадий Николаевич Виноградов принял решение расширить дом путём пристройки двух крыльев по бокам здания — слева двухэтажный лестничный всход, справа — комнаты с балконом. Проект перестройки разработал архитектор Н. И. Ужумедский-Грицевич. Проект был утверждён Нижегородской строительной комиссией 27 июля 1851 года и сразу реализован. 
В таком виде с частью каменной кладки XVIII века дом сохранился до сих пор. Утеряны только некоторые элементы: готические трёхчастные окна с мелкими перелётами второго этажа и балкон.            